# Aeroportul Semera
Aeroportul Semera (IATA: SZE, ICAO: HASM) este un aeroport din Etiopia ce deservește zona Semera. A fost numit după zona deservită.
Situat la o altitudine de 424 m, aeroportul dispune de o singură pistă.